# Lidingö (település)
Lidingö város Svédországban. Lidingö község székhelye.

## Földrajz
Stockholmtól északkeletre, Lidingö szigetén található.

## Történelem
A terület a viking korban, a 7. században már biztosan lakott volt, amit rúnaleletek bizonyítanak. Valószínűleg azonban már a bronzkorban is éltek itt emberek.
1912-ben az AGA (Aktiebolaget Gas-Accumulator) üzemet létesített a településen. Itt működött a Svenska Aero repülőgépgyár is. A település 1926-ban kapott városi rangot.

## Fordítás
- Ez a szócikk részben vagy egészben a Lidingö című német Wikipédia-szócikk ezen változatának fordításán alapul.  Az eredeti cikk szerkesztőit annak laptörténete sorolja fel. Ez a jelzés csupán a megfogalmazás eredetét és a szerzői jogokat jelzi, nem szolgál a cikkben szereplő információk forrásmegjelöléseként.